# Leichtathletik-Weltmeisterschaften 2019/Teilnehmer (Mongolei)
| Gelbes Symbol für Goldmedaillen mit stilisierten Olympischen Ringen | Graues Symbol für Silbermedaillen mit stilisierten Olympischen Ringen | Braundes Symbol für Bronzemedaillen mit stilisierten Olympischen Ringen |
| ------------------------------------------------------------------- | --------------------------------------------------------------------- | ----------------------------------------------------------------------- |
| —                                                                   | —                                                                     | —                                                                       |

Der Leichtathletikverband der Mongolei nahm an den Leichtathletik-Weltmeisterschaften 2019 in Doha teil. Vier Athletinnen und Athleten wurden vom mongolischen Verband nominiert.

## Ergebnisse

### Frauen

#### Laufdisziplinen
| Athletin                     | Disziplin | Vorlauf | Vorlauf | Halbfinale | Halbfinale | Finale    | Finale |
| Athletin                     | Disziplin | Zeit    | Platz   | Zeit       | Platz      | Zeit      | Platz  |
| ---------------------------- | --------- | ------- | ------- | ---------- | ---------- | --------- | ------ |
| Bajartsogtyn Mönchdsajaa     | Marathon  |         |         |            |            | 3:02:57 h | 34     |
| Galbadrachyn Chischigsaichan | Marathon  |         |         |            |            | 2:56:15 h | 25     |

### Männer

#### Laufdisziplinen
| Athlet                         | Disziplin | Vorlauf | Vorlauf | Halbfinale | Halbfinale | Finale    | Finale |
| Athlet                         | Disziplin | Zeit    | Platz   | Zeit       | Platz      | Zeit      | Platz  |
| ------------------------------ | --------- | ------- | ------- | ---------- | ---------- | --------- | ------ |
| Bat-Otschiryn Ser-Od           | Marathon  |         |         |            |            | 2:36:01 h | 54     |
| Tseweenrawdangiin Bjambadschaw | Marathon  |         |         |            |            | 2:20:07 h | 40     |